# Issel
Issel  est une commune française, située dans le Nord-Ouest du département de l'Aude en région Occitanie.
Sur le plan historique et culturel, la commune fait partie du Lauragais, l'ancien « Pays de Cocagne », lié à la fois à la culture du pastel et à l’abondance des productions, et de « grenier à blé du Languedoc ». Exposée à un climat méditerranéen, elle est drainée par le ruisseau de Bassens, le ruisseau de Glandes, l'Argentouire, le ruisseau de Rouzilhac et par un autre cours d'eau. La commune possède un patrimoine naturel remarquable composé de deux zones naturelles d'intérêt écologique, faunistique et floristique.
Issel est une commune rurale qui compte 484 habitants en 2022, après avoir connu une forte hausse de la population depuis 1975. Elle fait partie de l'aire d'attraction de Castelnaudary. Ses habitants sont appelés les Isselois ou  Isseloises.

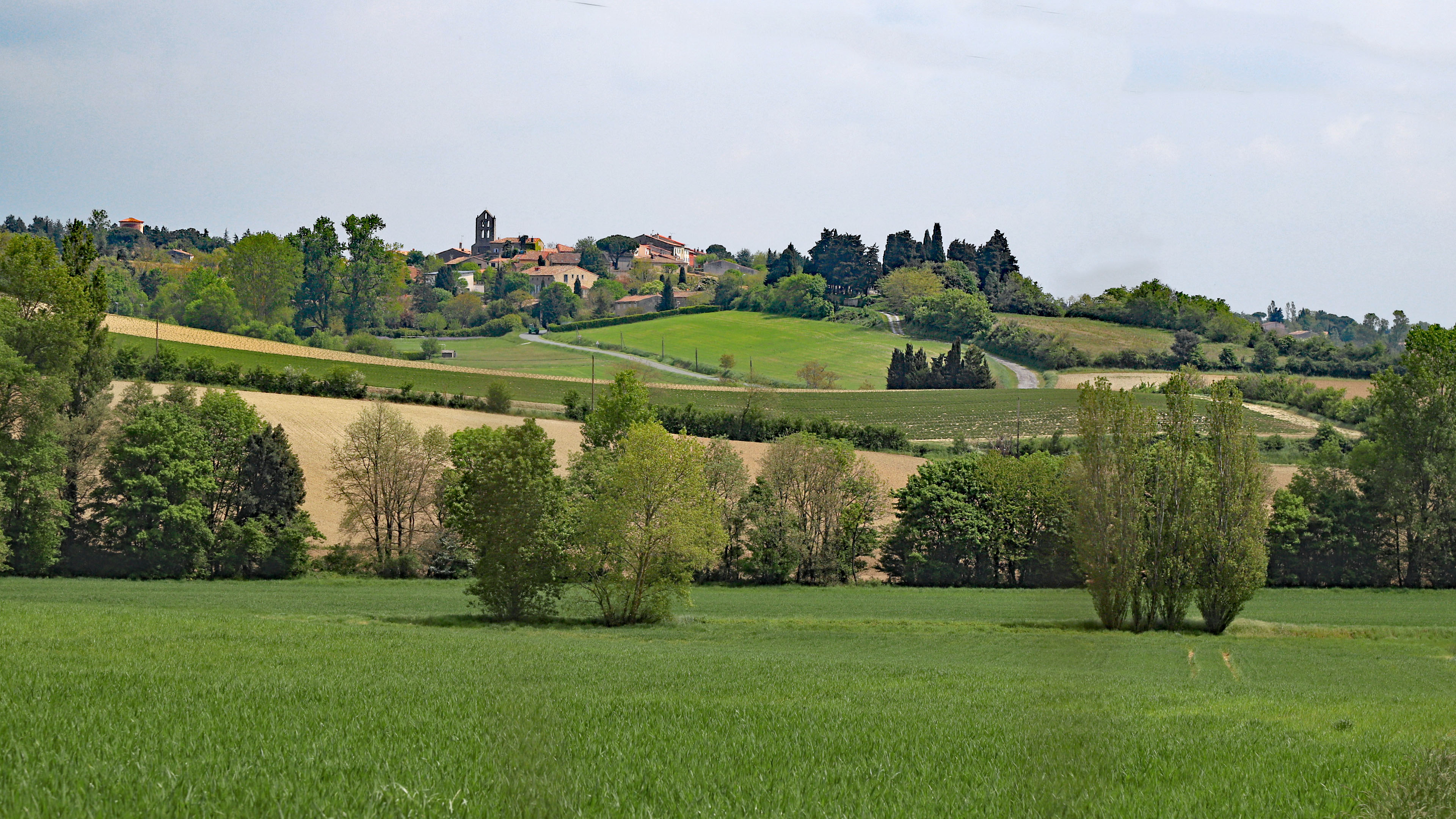
Issel vue de l'ouest.

## Géographie
Commune de l'aire d'attraction de Castelnaudary située dans le Lauragais dont le village est en forme de circulade.

### Communes limitrophes
Les communes limitrophes sont Castelnaudary, Labécède-Lauragais, Peyrens, La Pomarède, Saint-Papoul et Tréville.
| La Pomarède (par un quadripoint) | Labécède-Lauragais |              |
| Tréville                         | Issel              | Saint-Papoul |
| Peyrens                          | Castelnaudary      |              |

### Hydrographie
La commune est dans la région hydrographique « Côtiers méditerranéens », au sein du bassin hydrographique Rhône-Méditerranée-Corse. Elle est drainée par le ruisseau de Bassens, le ruisseau de Glandes, le ruisseau de l'Argentouire, le ruisseau de Rouzilhac et Rec Grand, qui constituent un réseau hydrographique de 21 km de longueur totale,.
Le ruisseau de Bassens, d'une longueur totale de 13,7 km, prend sa source dans la commune de Labécède-Lauragais et s'écoule vers le sud. Il traverse la commune et se jette dans le Fresquel à Saint-Martin-Lalande, après avoir traversé 5 communes.
Le ruisseau de Glandes, d'une longueur totale de 12,8 km, prend sa source dans la commune de Labécède-Lauragais et s'écoule vers le sud. Il traverse la commune et se jette dans le Fresquel à Castelnaudary, après avoir traversé 4 communes.
Le ruisseau de l'Argentouire, d'une longueur totale de 16,3 km, prend sa source dans la commune des Brunels et s'écoule vers le sud. Il traverse la commune et se jette dans le Fresquel à Saint-Papoul, après avoir traversé 5 communes.

### Climat
Pour des articles plus généraux, voir Climat de l'Occitanie et Climat de l'Aude.
En 2010, le climat de la commune est de type climat du Bassin du Sud-Ouest, selon une étude s'appuyant sur une série de données couvrant la période 1971-2000. En 2020, Météo-France publie une typologie des climats de la France métropolitaine dans laquelle la commune est exposée à un climat océanique altéré et est dans la région climatique Aquitaine, Gascogne, caractérisée par une pluviométrie abondante au printemps, modérée en automne, un faible ensoleillement au printemps, un été chaud (19,5 °C), des vents faibles, des brouillards fréquents en automne et en hiver et des orages fréquents en été (15 à 20 jours).
Pour la période 1971-2000, la température annuelle moyenne est de 13,4 °C, avec une amplitude thermique annuelle de 15,9 °C. Le cumul annuel moyen de précipitations est de 762 mm, avec 8,4 jours de précipitations en janvier et 5,2 jours en juillet. Pour la période 1991-2020, la température moyenne annuelle observée sur la station météorologique la plus proche, située sur la commune de Labécède-Lauragais à 3 km à vol d'oiseau, est de 13,2 °C et le cumul annuel moyen de précipitations est de 881,2 mm,. Pour l'avenir, les paramètres climatiques de la commune estimés pour 2050 selon différents scénarios d'émission de gaz à effet de serre sont consultables sur un site dédié publié par Météo-France en novembre 2022.

### Milieux naturels et biodiversité
L’inventaire des zones naturelles d'intérêt écologique, faunistique et floristique (ZNIEFF) a pour objectif de réaliser une couverture des zones les plus intéressantes sur le plan écologique, essentiellement dans la perspective d’améliorer la connaissance du patrimoine naturel national et de fournir aux différents décideurs un outil d’aide à la prise en compte de l’environnement dans l’aménagement du territoire.
Une ZNIEFF de type 1 est recensée sur la commune :
le « bois des Mousques » (130 ha), couvrant 2 communes du département et une ZNIEFF de type 2, : 
la « montagne Noire occidentale » (24 257 ha), couvrant 26 communes dont 25 dans l'Aude et 1 dans le Tarn.

Carte des ZNIEFF de type 1 et 2 à Issel.
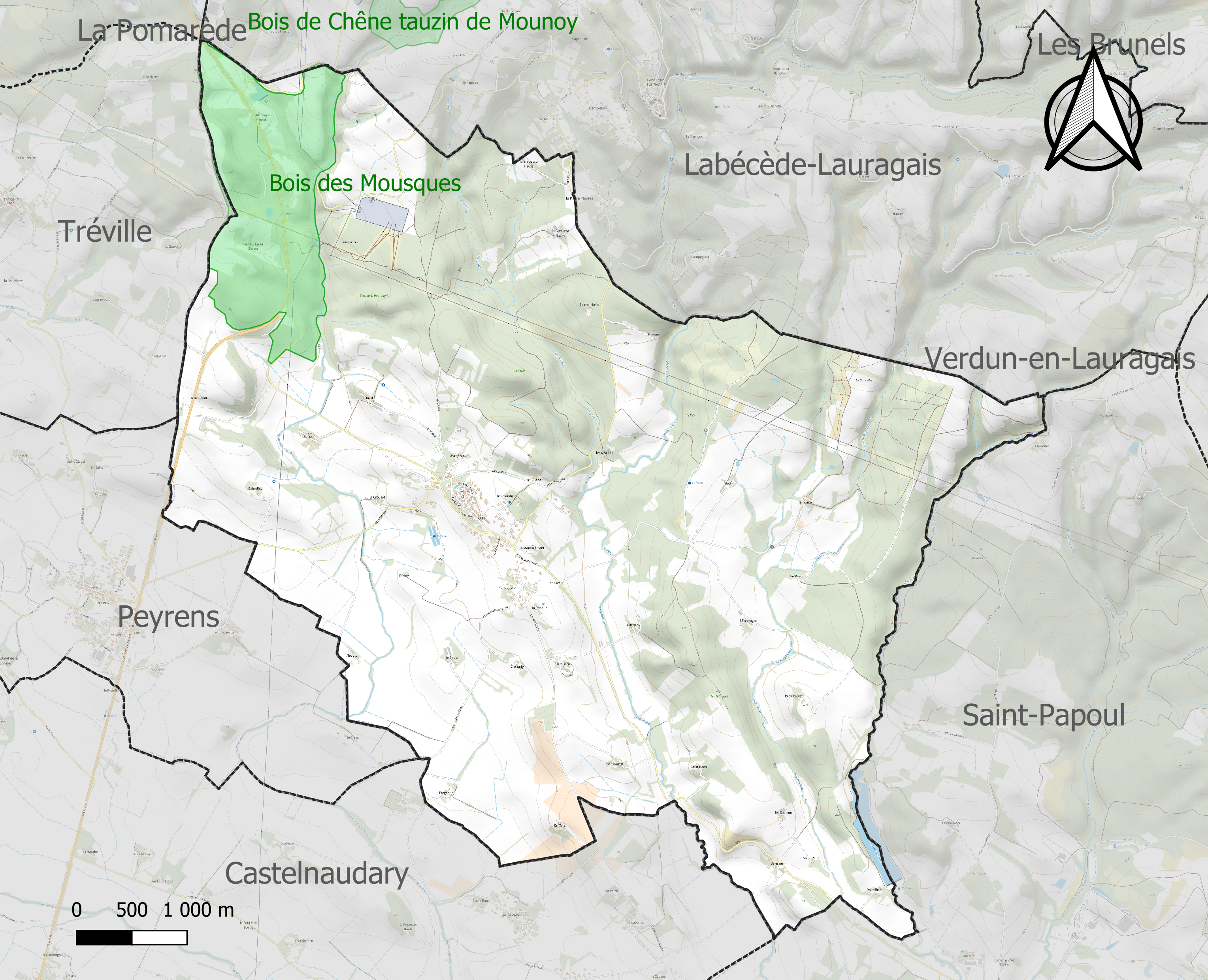
Carte de la ZNIEFF de type 1 sur la commune.
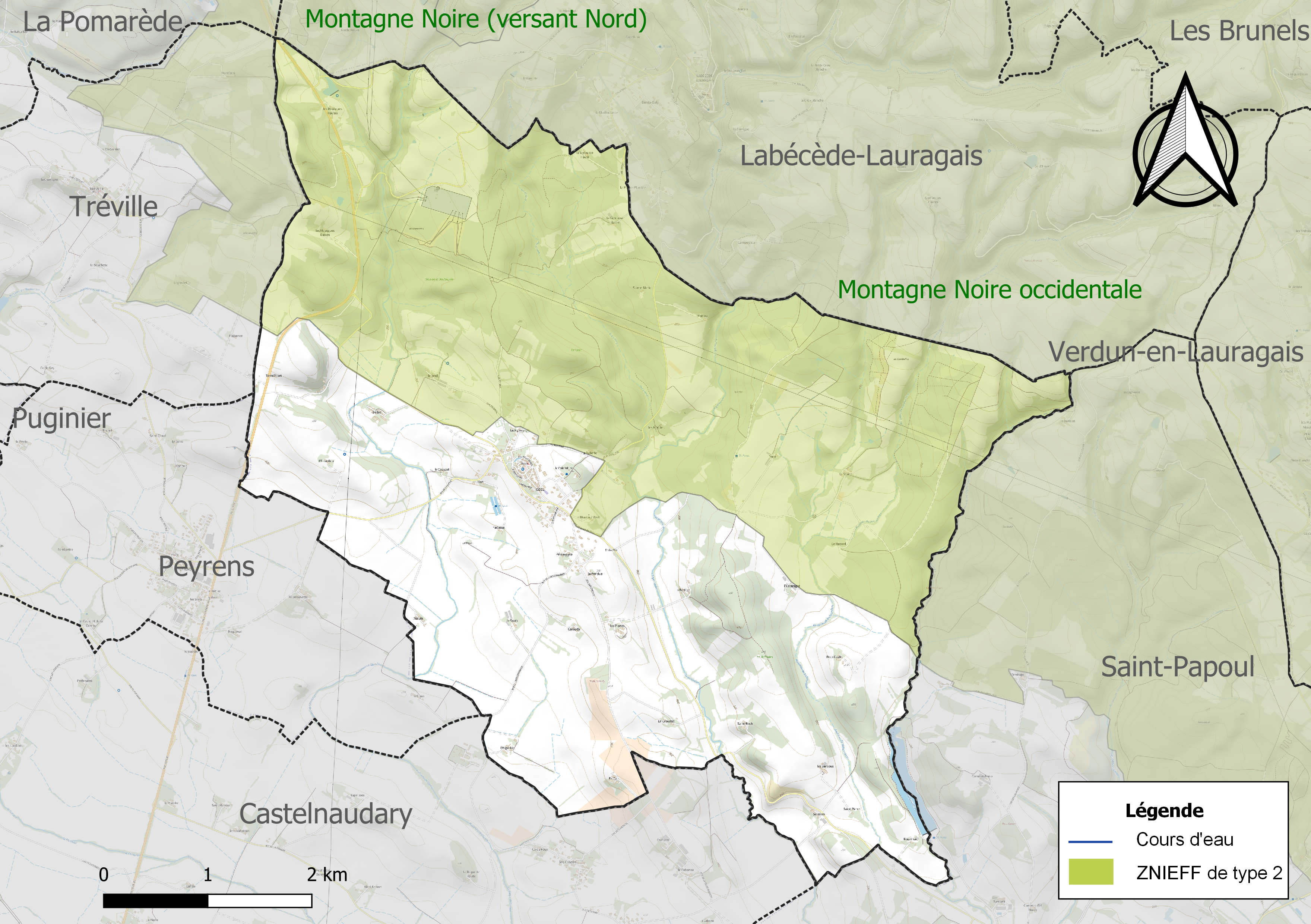
Carte de la ZNIEFF de type 2 sur la commune.

## Urbanisme

### Typologie
Au 1er janvier 2024, Issel est catégorisée commune rurale à habitat dispersé, selon la nouvelle grille communale de densité à 7 niveaux définie par l'Insee en 2022.
Elle est située hors unité urbaine. Par ailleurs la commune fait partie de l'aire d'attraction de Castelnaudary, dont elle est une commune de la couronne,. Cette aire, qui regroupe 34 communes, est catégorisée dans les aires de moins de 50 000 habitants,.

### Occupation des sols
L'occupation des sols de la commune, telle qu'elle ressort de la base de données européenne d’occupation biophysique des sols Corine Land Cover (CLC), est marquée par l'importance des territoires agricoles (62 % en 2018), en diminution par rapport à 1990 (64,6 %). La répartition détaillée en 2018 est la suivante : forêts (35,5 %), zones agricoles hétérogènes (26 %), terres arables (25,8 %), prairies (8,1 %), zones urbanisées (2,5 %), cultures permanentes (2,1 %). L'évolution de l’occupation des sols de la commune et de ses infrastructures peut être observée sur les différentes représentations cartographiques du territoire : la carte de Cassini (XVIIIe siècle), la carte d'état-major (1820-1866) et les cartes ou photos aériennes de l'IGN pour la période actuelle (1950 à aujourd'hui).

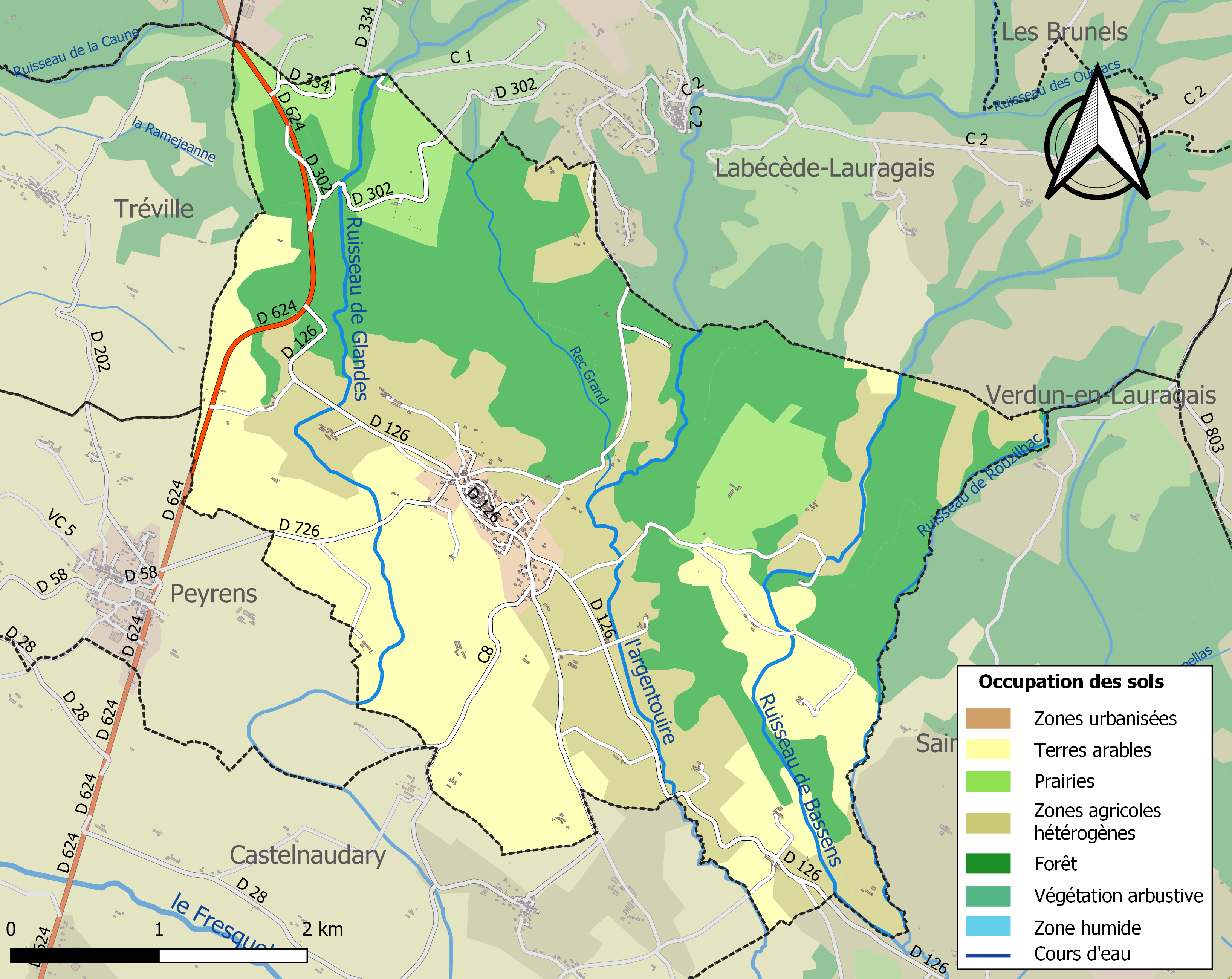
Carte des infrastructures et de l'occupation des sols de la commune en 2018 (CLC).

### Risques majeurs
Le territoire de la commune d'Issel est vulnérable à différents aléas naturels : météorologiques (tempête, orage, neige, grand froid, canicule ou sécheresse), feux de forêts et séisme (sismicité très faible). Il est également exposé à un risque technologique,  le transport de matières dangereuses, et à un risque particulier : le risque de radon. Un site publié par le BRGM permet d'évaluer simplement et rapidement les risques d'un bien localisé soit par son adresse soit par le numéro de sa parcelle.

#### Risques naturels

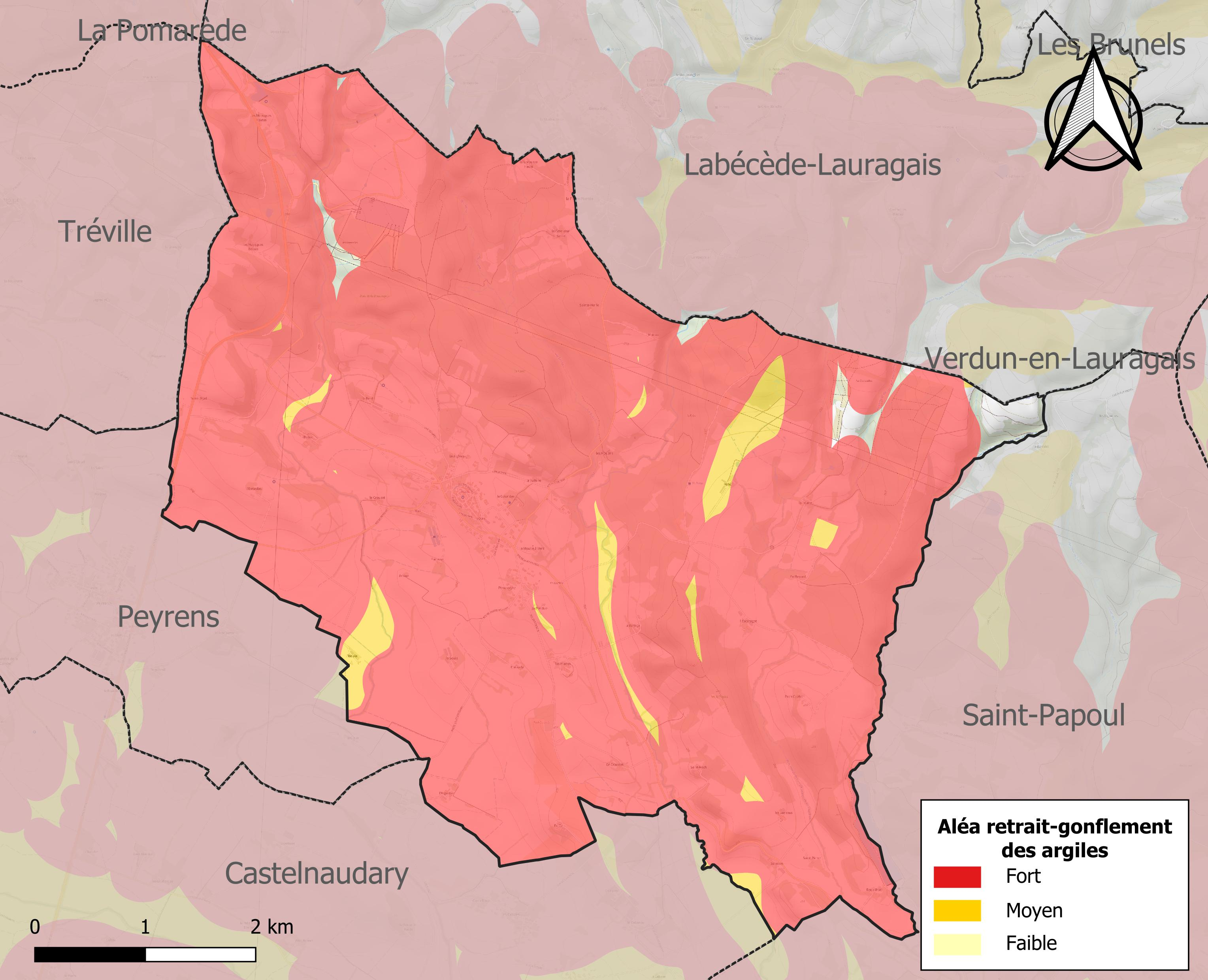
Carte des zones d'aléa retrait-gonflement des sols argileux d'Issel.

Le retrait-gonflement des sols argileux est susceptible d'engendrer des dommages importants aux bâtiments en cas d’alternance de périodes de sécheresse et de pluie. 98,3 % de la superficie communale est en aléa moyen ou fort (75,2 % au niveau départemental et 48,5 % au niveau national). Sur les 255 bâtiments dénombrés sur la commune en 2019, 255 sont en aléa moyen ou fort, soit 100 %, à comparer aux 94 % au niveau départemental et 54 % au niveau national. Une cartographie de l'exposition du territoire national au retrait gonflement des sols argileux est disponible sur le site du BRGM,.

#### Risques technologiques
Le risque de transport de matières dangereuses sur la commune est lié à sa traversée par une route à fort trafic. Un accident se produisant sur une telle infrastructure est en effet susceptible d’avoir des effets graves au bâti ou aux personnes jusqu’à 350 m, selon la nature du matériau transporté. Des dispositions d’urbanisme peuvent être préconisées en conséquence.

#### Risque particulier
Dans plusieurs parties du territoire national, le radon, accumulé dans certains logements ou autres locaux, peut constituer une source significative d’exposition de la population aux rayonnements ionisants. Certaines communes du département sont concernées par le risque radon à un niveau plus ou moins élevé. Selon la classification de 2018, la commune d'Issel est classée en zone 3, à savoir zone à potentiel radon significatif.

## Histoire
- Un petit village connu pour être à l'origine de la création de la cassole, célèbre plat creux fabriqué sur place avec la terre de la forêt d'Issel. Cette fameuse cassole donnera le nom au mets connu nationalement le cassoulet de Castelnaudary, et donc cela confirme l'origine de l'identité chaurienne du cassoulet.
- Dans les années 2000 une équipe d'animation locale de l'association ARCSI, a lancé une fête médiévale organisée par des bénévoles locaux. Cette dernière a une réputation dépassant les frontières départementales, notamment par la gratuité et la qualité de ses animations et la très bonne ambiance louée par l'ensemble de ses visiteurs. Cette fête a vu passer aux alentours de 10 000 personnes sur la même journée.

## Politique et administration

### Liste des maires
| Période                                  | Période  | Identité        | Étiquette | Qualité                                   |
| ---------------------------------------- | -------- | --------------- | --------- | ----------------------------------------- |
| mars 1971                                | 2000     | Bernard Poisson | SE        |                                           |
| mars 2001                                | 2020     | Roger Ourliac   | PS        | Retraité - conseiller général (2010-2011) |
| 2020                                     | En cours | Henri Poisson   |           |                                           |
| Les données manquantes sont à compléter. |          |                 |           |                                           |

## Démographie
| 1793 | 1800 | 1806 | 1821 | 1831 | 1836 | 1841 | 1846 | 1851 |
| ---- | ---- | ---- | ---- | ---- | ---- | ---- | ---- | ---- |
| 660  | 684  | 703  | 697  | 786  | 782  | 784  | 808  | 777  |

| 1856 | 1861 | 1866 | 1872 | 1876 | 1881 | 1886 | 1891 | 1896 |
| ---- | ---- | ---- | ---- | ---- | ---- | ---- | ---- | ---- |
| 784  | 768  | 691  | 647  | 626  | 614  | 545  | 513  | 482  |

| 1901 | 1906 | 1911 | 1921 | 1926 | 1931 | 1936 | 1946 | 1954 |
| ---- | ---- | ---- | ---- | ---- | ---- | ---- | ---- | ---- |
| 460  | 487  | 452  | 378  | 359  | 341  | 341  | 299  | 284  |

| 1962 | 1968 | 1975 | 1982 | 1990 | 1999 | 2004 | 2006 | 2009 |
| ---- | ---- | ---- | ---- | ---- | ---- | ---- | ---- | ---- |
| 272  | 268  | 248  | 310  | 363  | 395  | 439  | 453  | 461  |

| 2014 | 2019 | 2022 | - | - | - | - | - | - |
| ---- | ---- | ---- | - | - | - | - | - | - |
| 491  | 476  | 484  | - | - | - | - | - | - |

## Économie

### Revenus
En 2018  (données INSEE publiées en septembre 2021), la commune compte 204 ménages fiscaux, regroupant 460 personnes. La médiane du revenu disponible par unité de consommation est de 20 420 € (19 240 € dans le département).

### Emploi
| Division       | 2008   | 2013   | 2018   |
| -------------- | ------ | ------ | ------ |
| Commune        | 9,2 %  | 10 %   | 9,7 %  |
| Département    | 10,2 % | 12,8 % | 12,6 % |
| France entière | 8,3 %  | 10 %   | 10 %   |

En 2018, la population âgée de 15 à 64 ans s'élève à 270 personnes, parmi lesquelles on compte 71,2 % d'actifs (61,4 % ayant un emploi et 9,7 % de chômeurs) et 28,8 % d'inactifs,. En  2018, le taux de chômage communal (au sens du recensement) des 15-64 ans est inférieur à celui de la France et du département, alors qu'en 2008 il était supérieur à celui de la France.
La commune fait partie de la couronne de l'aire d'attraction de Castelnaudary, du fait qu'au moins 15 % des actifs travaillent dans le pôle,. Elle compte 35 emplois en 2018, contre 48 en 2013 et 42 en 2008. Le nombre d'actifs ayant un emploi résidant dans la commune est de 169, soit un indicateur de concentration d'emploi de 20,9 % et un taux d'activité parmi les 15 ans ou plus de 48,4 %.
Sur ces 169 actifs de 15 ans ou plus ayant un emploi, 17 travaillent dans la commune, soit 10 % des habitants. Pour se rendre au travail, 92,8 % des habitants utilisent un véhicule personnel ou de fonction à quatre roues, 2,4 % les transports en commun, 3,6 % s'y rendent en deux-roues, à vélo ou à pied et 1,2 % n'ont pas besoin de transport (travail au domicile).

### Activités hors agriculture
29 établissements sont implantés  à Issel au 31 décembre 2019. Le tableau ci-dessous en détaille le nombre par secteur d'activité et compare les ratios avec ceux du département,. Le secteur de la construction est prépondérant sur la commune puisqu'il représente 27,6 % du nombre total d'établissements de la commune (8 sur les 29 entreprises implantées  à Issel), contre 14 % au niveau départemental.

### Agriculture
|                                   | 1988  | 2000 | 2010 |
| --------------------------------- | ----- | ---- | ---- |
| Exploitations                     | 23    | 16   | 9    |
| Superficie agricole utilisée (ha) | 1 032 | 804  | 626  |

La commune fait partie de la petite région agricole dénommée « Lauragais ». En 2010, l'orientation technico-économique de l'agriculture  sur la commune est la production de céréales et oléoprotéagineux. Neuf exploitations agricoles ayant leur siège dans la commune sont dénombrées lors du recensement agricole de 2010 (douze en 1988). La superficie agricole utilisée est de 626 ha.

## Culture locale et patrimoine

### Lieux et monuments
- La porte d'Avail et la conciergerie.
- L'église de l'Assomption d'Issel et son clocher-mur.
- Les douves.

### Personnalités liées à la commune
- Paul Vidal : compositeur[réf. nécessaire]

### Héraldique
| Blason de Issel | Blason  | D'azur à une bande d'or accompagnée de deux étoiles du même. |
| Blason de Issel | Détails | Le statut officiel du blason reste à déterminer.             |